# Eloumdem II
Eloumdem II est un village de la région du Centre au Cameroun, localisé dans la commune de Mbankomo et le département de la Méfou-et-Akono.

## Population
En 1965, Eloumdem II comptait 256 habitants, principalement des Ewondo.
Lors du recensement de 2005, ce nombre s'élevait à 282.